# Republika Srpska
| Република Српска Republika Srpska |                                                 |
|                                   |                                                 |
| Flagge                            | Wappen                                          |
| Karte                             |                                                 |
| Lage in Bosnien und Herzegowina   |                                                 |
| Status                            | Entität von Bosnien und Herzegowina             |
| Hauptstadt                        | Sarajevo (de jure); Banja Luka (Regierungssitz) |
| Amtssprachen                      | Serbisch, Bosnisch, Kroatisch                   |
| Gründung                          | 9. Januar 1992                                  |
| Präsident                         | vakant                                          |
| Ministerpräsident                 | Vorsitzender der Regierung vakant               |
| Fläche                            | 24.641 km²                                      |
| Einwohner                         | 1.114.819 (2023)                                |
| Bevölkerungsdichte                | 53 Einwohner pro km²                            |
| Hymne                             | Moja Republika („Meine Republik“)               |
| ISO-3166-2-Code                   | BA-SRP                                          |

Die Republika Srpska ([rɛpǔblika sr̩̂pskaː] ⓘ, serbisch-kyrillisch Република Српска, auch Srpska und im deutschsprachigen Raum fälschlich Serbische Republik oder Serbenrepublik genannt), kurz RS bzw. serbisch-kyrillisch РС, ist neben der Föderation Bosnien und Herzegowina eine der beiden Entitäten von Bosnien und Herzegowina. Sie liegt in Südosteuropa, auf der Balkanhalbinsel. 
Die Republika Srpska ist mehrheitlich von bosnischen Serben bewohnt und besitzt ein eigenes politisches System mit unabhängiger Legislative, Exekutive und Judikative. 
Die Hauptstadt der Republika Srpska ist laut der Verfassung die Stadt Sarajevo, die selbst nicht in der Republika Srpska liegt. Regierungssitz ist seit 1998 die Stadt Banja Luka, der administrative, wirtschaftliche und kulturelle Hauptort mit fast 250.000 Einwohnern.
Die Republika Srpska existiert seit dem von 1992 bis 1995 dauernden Bosnienkrieg parallel zur benachbarten Republik Serbien. Das Gebiet war Schauplatz von Kriegsverbrechen, darunter das Massaker von Srebrenica.

## Geographie
Die Republika Srpska umfasst 24.857 km², das sind knapp 49 % des Staatsgebiets von Bosnien und Herzegowina. Ihr Gebiet umfasst den Norden und Osten Bosniens und den Osten der Herzegowina. Zwischen den beiden Teilgebieten westlich und östlich von Brčko besteht keine territoriale Verbindung. Der wenige Kilometer breite Korridor, durch den sie in der Vergangenheit miteinander verbunden waren, gehört heute zum Brčko-Distrikt, der als Kondominium beider Entitäten unter direkter Kontrolle des Gesamtstaates steht. Die Grenzen der Republika Srpska umschließen die Föderation von Bosnien und Herzegowina im Norden und Osten. Das Gebiet der Republika Srpska grenzt im Norden an Kroatien, im Osten an Serbien, im Südosten an Montenegro und wiederum kurz an Kroatien.
Die wichtigsten Städte der Republika Srpska sind:
- im nordwestlichen Landesteil:
  - Banja Luka (Regierungssitz)
  - Prijedor
  - Doboj
  - Prnjavor
  - Novi Grad
  - Gradiška
  - Derventa

- im östlichen Landesteil:
  - Istočno Sarajevo einschließlich Istočno Novo Sarajevo und Pale (ehemalige Hauptstadt)
  - Bijeljina
  - Zvornik
  - Trebinje
  - Foča
  - Višegrad

## Geschichte
Die Republika Srpska wurde am 9. Januar 1992 unter dem Namen Srpska Republika Bosna i Hercegovina ausgerufen und erhielt am 12. August 1992 ihren heutigen Namen. Mit dem Dayton-Friedensabkommen von 1995 wurde die Republika Srpska als eine von zwei Entitäten des Gesamtstaates Bosnien und Herzegowina anerkannt.
Am 1. März 1992 erklärte sich die Republik Bosnien und Herzegowina nach einem Referendum von Jugoslawien unabhängig, welches ergab, dass über 99 % der Abstimmenden dies wünschten. Die Wahlbeteiligung lag nach einem Boykottaufruf durch Radovan Karadžić bei 67 %.
Kriegsziel der bosnisch-serbischen Führung im daraufhin ausgebrochenen Bosnienkrieg war es, möglichst große Teile Bosnien-Herzegowinas zu erobern und diese im Sinne eines Großserbiens zu einem späteren Zeitpunkt mit Serbien zu vereinigen. Sie wurde dabei maßgeblich vom Milošević-Regime unterstützt. Dabei kam es zu zahlreichen ethnischen Säuberungen und anderen Kriegsverbrechen an Bosniaken (beispielsweise dem als Völkermord eingestuften Massaker von Srebrenica) und Kroaten.
Im Abkommen von Dayton 1995 wurde die Republika Srpska mit 49 % des Territoriums der Republik Bosnien und Herzegowina als eine Entität des neu konstituierten Staates Bosnien und Herzegowina anerkannt. In dem Gebiet liegen Städte wie Srebrenica, Višegrad und Foča, deren bosniakische oder kroatische Bevölkerung vertrieben oder ermordet wurde. Die Wiederkehr der Vertriebenen ist unter anderem aufgrund des andauernden Nationalismus der Führung der Republika Srpska erschwert.
Seit einiger Zeit gibt es in der Republika Srpska verstärkte Bestrebungen, sich von Bosnien-Herzegowina abzuspalten. 
Im Dezember 2021 beschloss das Parlament der Republika Srpska, sich vom Justiz- und Steuersystem sowie von der Armee von Bosnien und Herzegowina abzukoppeln. Die Opposition war der Abstimmung größtenteils ferngeblieben. Im Juni 2023 beschloss das Parlament, auch das bosnische Verfassungsgericht nicht mehr anzuerkennen. Im Juni 2024 wurde in Belgrad auf einer von Aleksandar Vučić und Milorad Dodik einberufenen „Allserbischen Versammlung“ eine „Deklaration zum Schutz der nationalen und politischen Rechte und der gemeinsamen Zukunft des serbischen Volkes“ verabschiedet, was mit der Ausrichtung auf eine „Serbische Welt“ („Srpski Svet“) eine Kampfansage an die bestehende Friedensordnung auf dem Balkan darstellt.

## Bevölkerung
Die Republika Srpska hatte zur Volkszählung 2013 1.228.423 Einwohner. Die größte Volksgruppe waren mit 1.001.299 Personen (81,5 %) die Serben, wobei deren Anteil bedingt durch die Rückkehr von bosniakischen und kroatischen Flüchtlingen tendenziell bereits seit Ende der 1990er Jahre wieder gesunken war. Die Rückkehr der bosniakischen und kroatischen Flüchtlinge hat sich jedoch wieder verlangsamt. Neben den Serben gelten auch Bosniaken mit 171.839 (14 %) und Kroaten mit 29.645 Personen (2,4 %) als konstitutive Volksgruppen. Daneben leben auch 25.640 weitere Personen (2,1 %) in der Republika Srpska, die sich zu keiner der drei Nationalitäten bekennen. Die Serben sind hauptsächlich serbisch-orthodox und verwenden sowohl die kyrillische als auch die lateinische Schrift. Die Bosniaken sind zumeist muslimisch, die Kroaten katholisch. Beide verwenden die Lateinschrift.
Die Bevölkerungsstruktur in der Republika Srpska ist geprägt durch die ethnischen Säuberungen während des Bosnienkrieges. Hierbei wurden viele nicht-serbische Einwohner vertrieben oder ermordet mit dem Ziel, eine serbische Bevölkerungsmehrheit zu schaffen. Auf der anderen Seite flohen Serben aus anderen Landesteilen sowie aus Kroatien während und nach dem Krieg in die Republika Srpska. In großen Teilen der heutigen Entität bestand vor dem Krieg keine absolute serbische Bevölkerungsmehrheit, speziell im Osten (Višegrad, Foča, Srebrenica, Zvornik) und im Norden (Doboj, Derventa, Prijedor). In den meisten der genannten Gebiete waren stattdessen die Bosniaken die größte Volksgruppe.
Bereits zu Beginn des Krieges 1992 kam es zu zahlreichen Morden und anderen Verbrechen, unter anderem in den Gebieten um Višegrad, Prijedor und Foča. Im Massaker von Srebrenica wurden allein im Juli 1995 bis zu 8000 Bosniaken getötet. In anderen Gebieten war auch die serbische Bevölkerung von Vertreibungen und anderen Kriegsverbrechen betroffen.
Vom Internationalen Strafgerichtshof wurden Mitglieder des Militärs sowie der politischen Führung wegen Kriegsverbrechen angeklagt und verurteilt.
Nach dem Abkommen von Dayton haben alle Kriegsflüchtlinge das Recht auf Rückkehr in ihre Heimat.
Wegen der prekären Situation im Hinblick auf die Rückgabe enteigneten Eigentums, der Ressentiments gegenüber den bosniakischen und kroatischen Rückkehrern, und wegen der Hindernisse durch die bosnisch-serbischen Behörden ist die große Mehrheit der vertriebenen Bosniaken und Kroaten nicht zurückgekehrt, und ein Teil von ihnen wünscht keine Rückkehr.

## Politik

### Parlament
Das Parlament der Republika Srpska setzt sich aus zwei Kammern zusammen. Die Nationalversammlung umfasst 83 Abgeordnete. Daneben besteht ein Rat der Völker mit 28 Mitgliedern, in dem jeweils acht Serben, Bosniaken und Kroaten sowie vier Angehörige anderer Volksgruppen vertreten sind. Den Präsidenten und die Vizepräsidenten der Republika Srpska wählen die Bürger direkt.

### Staatliche Befugnisse
In die Zuständigkeit des Gesamtstaats Bosnien und Herzegowina fallen gemäß Verfassung die Außenpolitik, der Außenhandel, die Zoll- und Währungspolitik, Migrationsfragen, internationale Strafverfolgung, Telekommunikation und Luftverkehrshoheit. Seit 2006 besitzt die Staatsebene die Zuständigkeit über die Verteidigungspolitik und Streitkräfte. Alle anderen Bereiche werden auf der Ebene der Entitäten geregelt.

### Parteienlandschaft und Wahlen
Im Ergebnis der Wahlen vom Oktober 2002 konnten die bisherigen Regierungsparteien SDS und PDP trotz Stimmverlusten erneut zusammen mit der SDA die Regierung bilden. Premierminister wurde Anfang 2003 Dragan Mikerević (PDP). Nach den Verfassungsänderungen vom April 2002 gehören der Regierung der Republika Srpska erstmals Bosniaken und Kroaten an. Neuer Präsident wurde Dragan Čavić (SDS). Ihm wurden erstmals ein Kroate (Ivan Tomljenović, SDP) und ein Bosniake (Adil Osmanović, SDA) als Vizepräsidenten zur Seite gestellt.
Premier Mikerević trat im Dezember 2004 aus Protest gegen Sanktionen zurück, die der Hohe Repräsentant der Staatengemeinschaft, Paddy Ashdown, wegen mangelnder Zusammenarbeit mit dem Kriegsverbrechertribunal in Den Haag über die Republika Srpska verhängt hatte. Sein Nachfolger war der ehemalige Industrieminister Pero Bukejlović (SDS). Die SDA wurde aus der Regierung gedrängt. 2005 definierte sich die PDP als Opposition, so dass die Regierung die Mehrheit in der Nationalversammlung verloren hat.
In den Wahlen vom Oktober 2006 löste die SNSD (Allianz der Unabhängigen Sozialdemokraten) von Milorad Dodik die SDS als stärkste Partei der Republika Srpska ab. Die SNSD konnte sowohl bei der Wahl für das gesamtstaatliche Repräsentantenhaus wie für die Nationalversammlung der Republika Srpska den Wähleranteil auf über 40 % verdoppeln. Die SDS, die früher um die 40 % der Stimmen auf sich vereinigte, fiel auf knapp 20 % zurück. Dieses Kräfteverhältnis blieb auch nach den Wahlen im Oktober 2010 annähernd bestehen.

### Bestehende Konfliktpotentiale
Aus der Sicht des Hohen Repräsentanten für Bosnien und Herzegowina der UNO, Christian Schmidt, habe eine Aussöhnung der Bevölkerungsgruppen, die sich im Bosnienkrieg gegenüberstanden, in den vergangenen 30 Jahren nur teilweise stattgefunden. Insbesondere die vorherrschenden politischen Kräfte um Milorad Dodik versuchten seit Jahren – auch mit Unterstützung autokratischer Herrscher wie Russlands Präsident Putin – die Republika Srpska von Bosnien und Herzegowina abzuspalten. Dies würde die Region weiter destabilisieren und den fragilen Frieden von 1995 gefährden. Bosnien und Herzegowina sei derzeit als ein dysfunktionaler Staat anzusehen, der von einem angestrebten EU-Beitritt weit entfernt sei.
Im August 2025 wurde Präsident Dodik vom bosnisch-herzegowinischen Bundesgericht zu einem Jahr Haft und einem sechsjährigen Verbot politischer Aktivitäten verurteilt. Er wurde daraufhin des Amtes enthoben.

### Präsidenten der Republika Srpska
| Name              | Beginn der Amtszeit | Ende der Amtszeit  | Partei |
| ----------------- | ------------------- | ------------------ | ------ |
| Radovan Karadžić  | 7. April 1992       | 19. Juli 1996      | SDS    |
| Biljana Plavšić   | 19. Juli 1996       | 4. November 1998   | SDS    |
| Nikola Poplašen   | 4. November 1998    | 2. September 1999  | SRS    |
| Mirko Šarović     | 26. Januar 2000     | 28. November 2002  | SDS    |
| Dragan Čavić      | 28. November 2002   | 9. November 2006   | SDS    |
| Milan Jelić       | 9. November 2006    | 30. September 2007 | SNSD   |
| Igor Radojičić    | 1. Oktober 2007     | 28. Dezember 2007  | SNSD   |
| Rajko Kuzmanović  | 28. Dezember 2007   | 16. November 2010  | SNSD   |
| Milorad Dodik     | 16. November 2010   | 19. November 2018  | SNSD   |
| Željka Cvijanović | 19. November 2018   | 15. November 2022  | SNSD   |
| Milorad Dodik     | 15. November 2022   | 18. August 2025    | SNSD   |

### Premierminister
| Name                            | Beginn der Amtszeit | Ende der Amtszeit | Partei    |
| ------------------------------- | ------------------- | ----------------- | --------- |
| Miodrag Simović                 | 21. Dezember 1991   | 22. April 1992    | SDS       |
| Branko Djerić                   | 22. April 1992      | 20. Januar 1993   | SDS       |
| Vladimir Lukić                  | 20. Januar 1993     | 18. August 1994   | SDS       |
| Dušan Kozić                     | 18. August 1994     | 16. Oktober 1995  | SDS       |
| Rajko Kasagić                   | 16. Oktober 1995    | 18. Mai 1996      | SDS       |
| Gojko Kličković                 | 18. Mai 1996        | 31. Januar 1998   | SDS       |
| Milorad Dodik                   | 31. Januar 1998     | 16. Januar 2001   | SNSD      |
| Mladen Ivanić                   | 16. Januar 2001     | 17. Januar 2003   | PDP       |
| Dragan Mikerević                | 17. Januar 2003     | 17. Februar 2005  | PDP       |
| Pero Bukejlović                 | 17. Februar 2005    | 28. Februar 2006  | SDS       |
| Milorad Dodik (zweite Amtszeit) | 28. Februar 2006    | 15. November 2010 | SNSD      |
| Anton Kasipović                 | 15. November 2010   | 3. Februar 2011   | parteilos |
| Aleksandar Džombić              | 3. Februar 2011     | 13. März 2013     | SNSD      |
| Željka Cvijanović               | 13. März 2013       | 19. November 2018 | SNSD      |
| Radovan Višković                | 19. November 2018   | 18. August 2025   | SNSD      |

### Verwaltungsgliederung

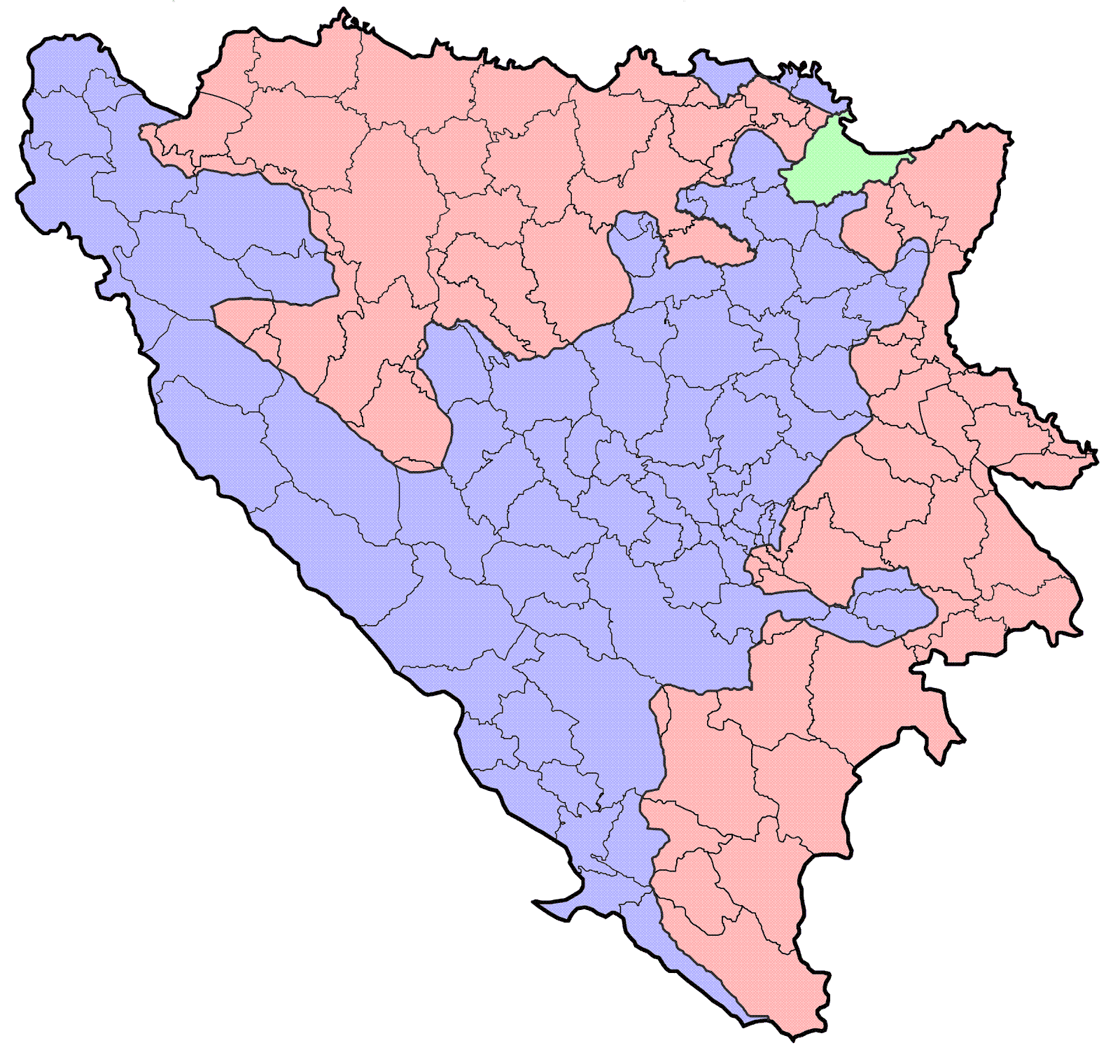
Die Opštinas der Republika Srpska

Die Republika Srpska besteht aus 63 Opštine (Verbandsgemeinden; bosnisch, kroatisch; Općine), die rot auf der Karte eingezeichnet sind. Das Kondominium Brčko, grün auf der Karte eingezeichnet, gehört formal zu beiden Entitäten, verwaltet sich jedoch weitgehend selbst.

### Status
Das Bestehen der Republika Srpska wird insbesondere von Seiten bosniakischer Parteien kritisiert. Beanstandet wird, dass es sich bei ihr um kein historisches Gebilde handele, sondern dass sie maßgeblich durch die von bosnischen Serben während des Krieges 1992 bis 1995 verübten ethnischen Säuberungen, darunter Völkermord in Srebrenica, entstanden und dann durch das Friedensabkommen von Dayton als Entität anerkannt worden sei. Andererseits ziehen einige Vertreter der bosnischen Serben die Existenzberechtigung Bosnien und Herzegowinas als unabhängiger Staat allgemein in Zweifel, da die Loslösung der Republik von Jugoslawien unter Völkerrechtlern umstritten und ohne die serbische Bevölkerung durchgeführt worden sei, die damals eine konstitutive Volksgruppe war, und somit niemals mit einer Zwei-Drittel-Mehrheit in einem Referendum abgesegnet worden sei. Die Führung der bosnischen Serben hatte zu einem Boykott des Unabhängigkeitsreferendums 1992 aufgerufen und begonnen, auf die Eigenverwaltung der Serben hinzuarbeiten. Daneben wird auch darauf hingewiesen, dass Serben seit Jahrhunderten auf diesem Gebiet leben bzw. aus anderen Teilen von Bosnien und Herzegowina vertrieben wurden. Jedoch bestand vor 1992 nie ein dezidiert serbisches Staatsgebilde auf dem Gebiet des heutigen Bosnien-Herzegowina und viele Städte waren ethnisch durchmischt.
Von Seiten der Föderation Bosnien und Herzegowina wird eine stärkere Integration der Republika Srpska in den bosnischen Staatsverband gefordert. Deswegen und im Zuge der Abspaltung Montenegros vom Staatenbund mit Serbien sowie der Verhandlungen über eine Souveränität der unter UN-Verwaltung stehenden serbischen Provinz Kosovo wurden die Stimmen in der Republika Srpska für ein Unabhängigkeitsreferendum von Bosnien und Herzegowina wieder lauter.
Einer im Juni 2006 durchgeführten Meinungsumfrage zufolge unterstützt eine Mehrheit der Bewohner der Republika Srpska ein solches Vorgehen. Da ein Unabhängigkeitsreferendum jedoch nicht im Dayton-Abkommen, das die Verfassung von Bosnien und Herzegowina enthält, vorgesehen ist, wird dies von der internationalen Gemeinschaft abgelehnt. Dem wird von serbischer Seite entgegengehalten, dass eine Unabhängigkeit des Kosovo ebenfalls nicht mit einem geltenden internationalen Beschluss, der UN-Resolution 1244 von 1999, vereinbar sei, jedoch der Kosovo trotzdem zur teilweise anerkannten Unabhängigkeit 2008 geführt wurde.

### Schrift

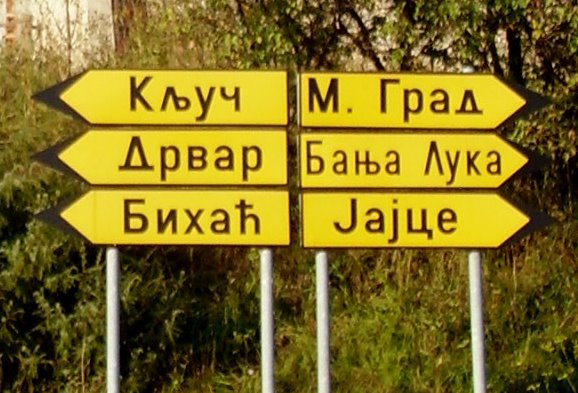
Kyrillische Straßenbeschilderung

Auf offiziellen Beschilderungen und Dokumenten wird in der Republika Srpska überwiegend die kyrillische Variante des Serbischen geschrieben. In der Verfassung werden jedoch ausdrücklich sowohl kyrillische als auch lateinische Schrift als Amtsschriften genannt.

### Streit um Wappen und Hymne

Altes Wappen vom 9. Januar 1992 bis 16. Juni 2007

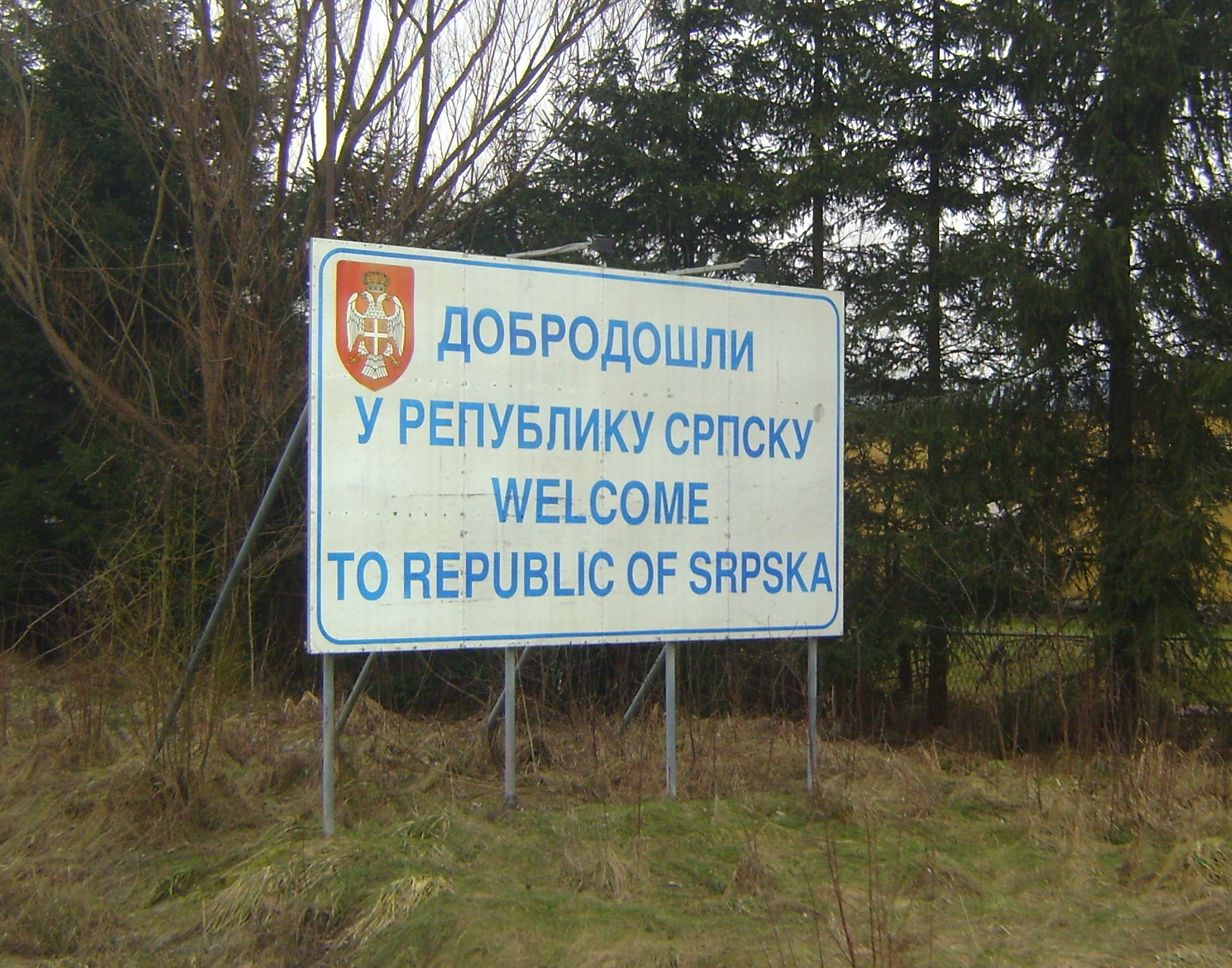
Willkommenstafel der Republika Srpska in Lukavica, einem Stadtteil von Sarajevo

Das Verfassungsgericht von Bosnien und Herzegowina hat am 31. Mai 2006 das Wappen und die Hymne der Republika Srpska sowie das Wappen, die Hymne und die Fahne der Föderation für verfassungswidrig erklärt. Das Urteil trat am 16. Juni 2007 in Kraft.
Während die Regierung der Republika Srpska die Ausarbeitung eines neuen, mit der Verfassung konformen Wappens in Auftrag gab und übergangsweise ein sogenanntes Emblem einführte, werden in der Föderation anstelle des alten Wappens die Hoheitszeichen des Gesamtstaates Bosnien und Herzegowina verwendet, was von der Republika Srpska kritisiert wird.
Die zuvor auch in der RS verwendete serbische Hymne Bože Pravde wurde im Juli 2008 durch die Komposition Moja Republika (Meine Republik) von Mladen Matović ersetzt.

## Wirtschaft
In der Republika Srpska dominierten 2002 das verarbeitende Gewerbe (44,2 %), Energie-, Gas-, Dampf- und Wasserversorgung (42,3 %) sowie der Bergbau (13,5 %). Im verarbeitenden Gewerbe dominierte die Lebensmittelproduktion, gefolgt von der petrochemischen Industrie und der Metallverarbeitung.
Die Arbeitslosenquote für die Republika Srpska wird mit ca. 50 % beziffert (zum Vergleich: Föderation von Bosnien und Herzegowina 41,6 %, Gesamtstaat 43,3 %). Berücksichtigt man die florierende Schattenwirtschaft, so schätzen IWF und Weltbank die durchschnittliche reale Arbeitslosigkeit in der Republika Srpska auf etwa 20 bis 25 %. Das Durchschnittsnettoeinkommen im Juli 2013 in der Republika Srpska lag bei 803 KM (zum Vergleich in der Föderation Bosnien und Herzegowinas: 817 KM).